# Givrycourt
Givrycourt település Franciaországban, Moselle megyében. Lakosainak száma 92 fő (2022. január 1.). Givrycourt Albestroff, Insming, Vibersviller és Vittersbourg községekkel határos.

## Népesség
A település népességének változása:
| Lakosok száma | 75   | 98   | 99   | 96   | 95   | 88   | 87   | 87   | 89   | 92   |
|               | 1968 | 1999 | 2011 | 2013 | 2015 | 2017 | 2018 | 2019 | 2021 | 2022 |